# Салвадор (Серпа)
Салвадор (порт. Salvador; МФА: [saɫ.vɐ.ˈdoɾ]) — парафія в Португалії, у муніципалітеті Серпа. Розташована в південній частині країни, на теренах історичної португальської провінції Алентежу. Входить до складу округу Бежа. За адміністративним поділом, чинним до 1976 року, терени парафії були складовою провінції Нижнє Алентежу. Належить до Безької діоцезії Католицької церкви. Патрон — Ісус Христос. Площа — 289,1393 км². Населення — 4324 ос. (2011). Слабо урбанізований регіон. Густота населення — 14,95 осіб/км²
. Код — 021304.

## Населення
| Кількість мешканців | Кількість мешканців | Кількість мешканців | Кількість мешканців | Кількість мешканців | Кількість мешканців | Кількість мешканців | Кількість мешканців | Кількість мешканців | Кількість мешканців | Кількість мешканців | Кількість мешканців | Кількість мешканців | Кількість мешканців | Кількість мешканців |
| ------------------- | ------------------- | ------------------- | ------------------- | ------------------- | ------------------- | ------------------- | ------------------- | ------------------- | ------------------- | ------------------- | ------------------- | ------------------- | ------------------- | ------------------- |
| 1864                | 1878                | 1890                | 1900                | 1911                | 1920                | 1930                | 1940                | 1950                | 1960                | 1970                | 1981                | 1991                | 2001                | 2011                |
| 3 259               | 3 308               | 3 515               | 3 399               | 3 868               | 3 234               | 5 276               | 6 397               | 6 545               | 6 364               | 4 398               | 3 993               | 3 963               | 4 379               | 4 365               |